# Anna Hansen
 Der er flere personer med dette navn, se Anna Margrethe Hansen.
Anna Hansen f. Kristensen (18. november 1936 i Haslund - 30. april 1985) var en dansk landsholdspiller i håndbold. Hun var med på det hold som vandt sølv ved verdensmesterskabet 1962 i Rumænien.